# Christophe Saliceti
Pour les articles homonymes, voir Saliceti.
Antoine Christophe Saliceti ou Salicetti, né à Saliceto (Corse) le 26 août 1757, mort à Naples le 23 décembre 1809, est un homme politique français.

## Biographie
Antoine Christophe Saliceti naît le 26 août 1757 à Saliceto[réf. incomplète]. D'une famille gibeline originaire de Plaisance et réfugiée en Corse, il fait ses études classiques au collège des jésuites de Bastia. Reçu avocat à Pise, il s'en retourne en Corse et exerce sa profession près le conseil supérieur de l'île.
Le 3 juin 1789, il est élu député du tiers état aux États généraux. Informée par Jean-Baptiste Galeazzini, Guasco et Morati de l'émeute du 5 novembre 1789 à Bastia, saisie de l'adresse de citoyens d'Ajaccio rédigée le 31 octobre 1789 par Bonaparte, toutes deux dressées contre l'intendant de Corse Barrin et son entourage contre-révolutionnaire, la Constituante vote le 30 novembre 1789 une motion de Saliceti qui intègre la Corse au royaume de France et une motion de Mirabeau autorisant le retour dans leur patrie des Corses qui après avoir combattu pour leur liberté se sont expatriés à la suite de la conquête de l'île. Ce vote fait suite aux demandes inscrites dans les cahiers de doléances de la population corse de 1788, d'intégrer "à égalité de droits et de devoirs  l'empire français" et permet en juillet 1790 le retour en Corse de Pascal Paoli exilé en Angleterre.
À la tête de l'opposition contre Pascal Paoli, devinant chez lui des sentiments très tièdes pour la Révolution, Saliceti redevient député à la Convention élu par le département de la Corse en septembre 1792. Il siège avec les Montagnards. Dès décembre 1792, il dénonce à la Convention la trahison probable de Paoli. Le 15 janvier 1793, il vote pour la mort du roi Louis XVI. 
Il demande qu'on s'occupe de la défense de la Corse et signale l'indiscipline de Paoli qui protège les prêtres réfractaires. Le 30 janvier 1793, il est désigné commissaire avec Lacombe-Saint-Michel et Joseph-Étienne Delcher. Ils ne débarquent dans l'île qu'en avril 1793; mais ne parviennent pas à convaincre Paoli de se rendre à Paris. Entre-temps influencée par les dénonciations de Lucien Bonaparte au club jacobin de Toulon, la Convention décrète les arrestations de Pozzo di Borgo et de Paoli. La situation en Corse devient intenable pour la famille Bonaparte puis pour les commissaires qui doivent rembarquer pour ne pas être pris en otage. Le 17 juillet 1793, la Convention déclare « le traître Paoli hors-la-loi ». 
Saliceti, représentant en Provence, aide à la répression d'une révolte à Marseille et, le 7 septembre 1793, fait nommer Napoléon Bonaparte commandant provisoire de l'artillerie à l'armée assiégeant Toulon.
À la chute de son ami Robespierre, le 9 thermidor, Saliceti est dénoncé mais sauvé par l'amnistie de l'an IV.

### Sous leDirectoireet lePremier Empire
En janvier 1796, il est nommé commissaire à l'armée d'Italie et y joue un rôle auprès de Napoléon Bonaparte. Il contribue, en octobre 1797, à la reconquête de la Corse, et à la réorganisation des deux départements qui divisent l'île. Il est élu député au Conseil des Cinq-Cents. En 1798, il est en mission dans la république Ligure (Gênes). Hostile au Coup d'État du 18 Brumaire an VIII (9 novembre 1799), Napoléon l'envoie néanmoins représenter la France à Lucques (1801-1802), puis à Gênes (1805) où il fait voter l'annexion de la Ligurie à la France. En 1806, il accompagne à Naples le nouveau roi Joseph Bonaparte et celui-ci le nomme ministre de la Police le 22 février 1806. Le 15 avril 1807, il est aussi nommé ministre de la guerre. Il agit à Naples en quasi vice-roi pour le compte de l'Empire français. En janvier 1808, il survit à l'explosion de sa maison organisée par une cellule bourbonienne dirigée par le prince de Canosa (commandant sicilien dans l'ile de Ponza). Confirmé par le nouveau roi Joachim Murat, en octobre 1808 il lui donne son unique succès militaire, la prise de Capri, que Saliceti a préparée avec son réseau d'agents secrets et de contrebandiers corses (notamment Antoine Suzarelli). Le 20 janvier 1809, il démissionne du ministère de la guerre par ordre de Napoléon, qui le rappelle à Naples. Envoyé à Rome comme président de la commission de réforme administrative des territoires ex-pontificaux annexés au Grand Empire. En juin il revient à Naples menacée par l'expédition anglo-sicilienne d'Ischia et Procida. Il meurt dans des conditions mystérieuses (on soupçonna, mais sans preuve, qu'il avait été assassiné par le préfet de police, le ligurien Antonio Maghella), le 23 décembre 1809.
Napoléon a dit de lui : « Saliceti, les jours de danger, valait cent mille hommes ! ».
Il est le gendre de Pierre-Jean-Thomas Boerio et de Marie Catherine Arrighi de Casanova.
De la correspondance de Christophe Salicetti est conservée aux Archives nationales sous la cotes 212AP.

### Sources primaires
- 1793 - Réponse du citoyen Saliceti, imprimée et publiée en Corse, le 14 juin dernier, aux faits calomnieux contenus dans la lettre du 15 mai dernier, écrite par les membres du conseil du département de Corse rebelles, et actuellement en état d'accusation, aux citoyens Delcher et Lacombe-Saint-Michel, représentans du peuple, qui l'ont méprisée, et que Costantini, soi-disant député extraordinaire dudit département, a fait réimprimer et distribuer le 9 de ce mois, six jours après le départ de Saliceti pour sa mission. A Paris: De l'Imprimerie de Pain
- 1795 - Salicetti, représentant du peuple, a la Convention nationale. Paris: De l'Imprimerie nationale
- 1795 - Compte rendu a la Convention nationale. A Paris: De l'Imprimerie nationale
- 1797 - Motion d'ordre de Salicetti, sur les secours à accorder aux réfugiés Corses